# Thiên hoàng Kōgon
Thiên hoàng Kōgon (光厳天皇 (Quang Nghiêm Thiên hoàng) Kōgon-tennō, 01 tháng 8, 1313 – 05 tháng 8, 1364) là Thiên hoàng Nhật Bản đầu tiên do Tướng quân nhà Ashikaga thành lập ở miền Bắc nước Nhật, đóng đô ở Kyoto để đối nghịch với dòng Thiên hoàng chính thống ở miền Nam (vùng Yoshino của Thiên hoàng Go-Daigo) là Thiên hoàng Go-Murakami.
Theo các học giả thời Thiên hoàng Minh Trị, triều đại của ông kéo dài từ năm 1332 đến năm 1334. Thời kỳ của ông cũng đánh dấu một giai đoạn đặc biệt trong lịch sử Nhật Bản: nước Nhật phân thành hai "vương triều" - nói đúng là hai "quốc gia" riêng biệt, là Bắc triều và Nam triều. Thời Nam - Bắc triều của Nhật Bản kéo dài từ 1333 đến 1392, gọi là thời kỳ Nanboku-chō. Thời kỳ này của Nhật Bản có điểm tương đồng với các quốc gia sau:
+ Thời kỳ Nam-Bắc triều (Việt Nam), xung đột giữa nhà Mạc (Bắc triều) với nhà Lê (Nam triều) (1533 - 1592), kết thúc khi Trịnh Tùng của Nam triều đánh bại Bắc triều, thống nhất đất nước (1592).
+ Thời kỳ Nam-Bắc triều (Trung Quốc), thực chất là cuộc xung đột giữa người Hán ở miền nam với người "rợ" (dân tộc thiểu số) lớn mạnh ở miền bắc, kết thúc khi Dương Kiên ở miền Bắc đánh tan nhà Trần của Nam triều, thống nhất đất nước (589).
Điểm chung của thời kỳ này là luôn có chiến tranh giữa hai phe, khác nhau về thời gian kéo dài cuộc chiến và thời gian kết thúc; phe nào sẽ kết thúc cuộc chiến tranh tàn khốc này. Ở Nhật Bản, cuộc nội chiến Nam - Bắc triều kết thúc khi Thiên hoàng Go-Kameyama của Nam triều thoái vị, nhường ngôi cho Thiên hoàng Go-Komatsu của Bắc triều. Mặc dù vậy, các Thiên hoàng của Nam triều ngày nay được công nhận là các Thiên hoàng chính thống, vì họ vẫn nắm giữ đế quyền. Quan điểm này bắt đầu có từ thế kỷ XIX. Quan điểm này cũng được khẳng định chắc chắn bởi Kumazawa Hiromichi, một nhà chính trị Nhật Bản sau Chiến tranh thế giới thứ hai. Ông công nhận tính hợp pháp của các Thiên hoàng Nam triều, thách thức và nghi ngờ tính hợp pháp của Bắc triều.

## Phả hệ
Ông có tên húy là Kazuhito (量仁 (Lượng Nhân)), trước khi lên ngôi ông được gọi là Kazuhito-shinnō (量仁親王 (Lương Nhân thân vương)). Ông là con trai thứ ba của Thiên hoàng Go-Fushimi của dòng Jimyōin. Mẹ ông là Kōgimon'in Neishi (広 義 門 院 寧 子). Ông đã được thông qua bởi người chú của mình, Thiên hoàng Hanazono.
Năm 1326, Kazuhito-shinnō được đặt làm Thái tử kế vị cho dòng Daikakuji. Sau khi Thiên hoàng Go-Daigo bị buộc phải thoái vị do dưới sức ép của chi trưởng (dòng Jimyōin-tō) vì quyết tâm lật đổ Mạc phủ, thân vương Kazuhito được Mạc chúa Ashikaga Takauji đặt lên ngôi Thiên hoàng.

## Lên ngôi Thiên hoàng
Theo âm lịch của Nhật Bản, ông lên ngôi từ ngày 22 tháng 10 năm 1331 cho đến ngày 07 tháng 7 năm 1333. Tuy nhiên trên thực tế, thân vương lên ngôi không dễ dàng gì với trợ giúp của Mạc chúa Ashikaga Takauji, ông tướng quyết lòng phò vua để giữ gìn an nguy đất nước. Tân vương bị vướng vào cuộc đấu tranh dữ dội giữa tướng Takauji với Thiên hoàng Go-Daigo khi ông này bất ngờ bị Takauji tấn công và đánh đuổi. Go-Daigo chạy về Yoshino, tập hợp quân để chống lại "thỏa thuận" của Mạc phủ Kamakura quy định ngai vàng sẽ luân phiên giữa các dòng Daikakuji và Jimyōin, mỗi dòng là mười năm cai trị.
Cuối năm 1331, sau khi cuộc tấn công cuối cùng của Thiên hoàng Go-Daigo tiến đánh tướng quân Ashikaga thất bại, ông ta bị bắt và bị đày ra đảo Oki. Ngày 22/10/1331, thân vương Kazuhito chính thức lên ngôi, lấy hiệu là Thiên hoàng Kōgon. Nhưng Go-Daigo đã trốn khỏi nơi giam giữ, tập hợp lực lượng và chống lại tân Thiên hoàng Kōgọn. Trong triều đình, Ashikaga Takauji đang gây sức ép với tân Thiên hoàng Kōgon đòi được phong chức Shogun. Để gây sức ép với Thiên hoàng, Takauji xuất quân đánh bại tàn dư của phe Kamakura do Hōjō Nakatomi và Hōjō Tokimasu tổ chức, truy đuổi và bắt được họ tại tỉnh Omi. Lợi dụng khi Takauji vắng mặt, cựu hoàng Go-Daigo nổi dậy đánh đổ Thiên hoàng Kōgon, nắm lại quyền lực của ông ta (tức Go-Daigo). Thời kỳ Go-Daigo nắm lại được quyền lực gọi là Kiến Vũ tân chính (1333 - 1336).
Tuy vậy, triều Go-Daigo không hề có kinh nghiệm quản lý lẫn quyền lực tại các tỉnh để giải quyết thực tế của một xã hội do các võ sĩ làm chủ. Chính ông ta từ chối phong  Ashikaga Takauji làm Shogun, nên năm 1336 Go-Daigo bị thất bại trước cuộc tấn công của Takauji. Ông bị buộc phải rời ngôi, rút về Yoshino cố thủ và lập Nam triều Thiên hoàng đối lập với Bắc triều của Kōgon. Riêng Ashikaga Takauji cũng lập Mạc phủ mới họ Ashikaga đứng đầu, gọi là Mạc phủ Muromachi.
Tháng 9/1336, sau khi đánh đuổi Go-Daigo về nam, Ashikaga Takauji đưa em trai của cựu hoàng Kōgon là thân vương Yutahito lên ngôi và lấy hiệu là Thiên hoàng Kōmyō.

## Thoái vị
Sau khi rời ngôi, ông sống trong cung điện cùng với hoàng tộc do nhà Ashikaga Mạc phủ quản lý.
Tháng 9/1352, lợi dụng cuộc loạn Kan'ō do mâu thuẫn giữa các con cháu Ashikaga Takauji, vua Nam triều là Thiên hoàng Go-Murakami bất ngờ đem quân tấn công Kyoto, đánh bại quân Bắc triều và bắt đi cựu Thiên hoàng Kōgon, Thiên hoàng Kōmyō, Thiên hoàng Sukō và Thái tử Tadahito về giam giữ ở Yoshino.
Trong những năm cuối đời, ông sống trong ngục ở Yoshino và bắt đầu tu thiền. Ông qua đời vào ngày 5 tháng 8 năm 1364.
Trong suốt triều đại của mình, ông không đặt một chức quan nào.

### Niên hiệu(nengō)
- Genko (1331-1334)
- Kenmu (1334-1336)
- Shōkei (1332-1338)

## Gia đình
- Hoàng hậu Yoshiko (懽子内親王? con gái cả của Thiên hoàng Go-Daigo). 
  - Nội thân vương Mitsuko (光子 内 親王?)
- Quận chúa Hisako (寿子内親王? con gái của Thiên hoàng Hanazono)
- Quý phu nhân Sanjō Shushi (三条 秀 子?) - Thái hậu Yōroku (陽 禄 門 院?)
  - Thân vương Okihito (興仁親王? Thiên hoàng Sukō)
  - Thân vương Iyahito (弥仁親王? Thiên hoàng Go-Kōgon)
  - Thân vương Yoshihito (義 仁 親王?)
- Thị nữ không rõ tên
  - Thân vương Sonchō (尊朝親王?)
- Egon (恵 厳)